# Красный Пахарь (Клинцовский район)
Красный Пахарь — опустевший поселок в Клинцовском районе Брянской области в составе Медвёдовского сельского поселения.

## География
Находится в западной части Брянской области на расстоянии приблизительно 20 км на юго-восток по прямой от железнодорожного вокзала станции Клинцы.

## История
Известен был с 1920-х годов.

## Население
Численность населения: 200 человек (1926), 127 в 2002 году (русские 97 %), 0 в 2010.